# Chicago Heights
Chicago Heights è un comune (city) degli Stati Uniti d'America, nella contea di Cook, nello Stato dell'Illinois. Fa parte dell'area metropolitana di Chicago, a circa 48 km a sud del Chicago Loop.
A Chicago Heights si trova il St. James Hospital, uno degli ospedali principali dell'intera metropoli.

## Strade
- Dixie Highway (Illinois Route 1)
- Lincoln Highway (U.S. Route 30)

## Amministrazione

### Gemellaggi
- San Benedetto del Tronto, dal 1977